# Gaius Dillius Vocula
Gaius Dillius Vocula (?-70) was een Romeins legeraanvoerder, vooral bekend van zijn strijd tegen de Bataven tijdens de Bataafse Opstand van 69-70.

## Vroege jaren
Vocula werd geboren in Corduba (hedendaags Córdoba) in de Romeinse provincie Hispania Baetica als zoon van de Romeinse ridder (equites) Aulus Dillius. Hij was waarschijnlijk een protegé van de Romeinse redenaar Seneca, die ook uit Córdoba kwam. Vocula was getrouwd met Helvia Procula, mogelijk een verwante van Seneca's moeder Helvia.
Vocula was krijgstribuun (tribunus militum) in het 1e legioen Germanica dat was gelegerd in Bonna (Bonn). Daarna werd hij een van de vier ambtenaren die verantwoordelijk waren voor het Romeinse wegennetwerk en daarop werd hij benoemd tot quaestor van Pontus et Bithynia (in het huidige Turkije), waarmee hij automatisch lid werd van de Senaat, waar hij het tot praetor bracht. Keizer Nero benoemde hem tot commandant van het 22e legioen Primigenia in Mogontiacum (Mainz).

## Vierkeizerjaar
Vindex, gouverneur van Gallia Lugdunensis, kwam in maart 68 in opstand tegen keizer Nero: het begin van de Romeinse burgeroorlog van 68-69, ook bekend als het Vierkeizerjaar. Vindex werd gesteund door Galba, de gouverneur van Hispania Tarraconensis. Kort daarop sloot ook Otho, de gouverneur van Hispania Lusitania, zich bij hen aan en in april kwam Clodius Macer, de gouverneur van Africa, in opstand tegen Nero. Hoewel Vindex in mei werd verslagen door Verginius Rufus, pleegde Nero onder grote druk op 9 juni 68 zelfmoord. Galba werd tot keizer benoemd: hij benoemde in december Vitellius tot commandant van Germania Inferior. In januari 69 kwamen de legioenen van Germania Inferior in opstand tegen keizer Galba: zij wilden hun commandant Vitellius als keizer. De troepen uit Germania Superior sloten zich bij de opstandelingen aan. Vitellius trok met een groot leger naar Rome om de troon op te eisen en gaf Marcus Hordeonius Flaccus het commando over het achterblijvende deel van het Rijnleger. Vocula was Flaccus' onderbevelhebber.

## Bataafse Opstand
Nadat Vitellius met zijn leger naar Rome was vertrokken, bleven Germania Inferior en Superior ernstig verzwakt achter. Dit was een van de redenen van het uitbreken van de Bataafse Opstand onder Julius Civilis in augustus 69. Alle Romeinse steunpunten aan de Rijn tot aan Castra Vetera (Xanten) werden vernietigd. Flaccus stuurde hierop grote detachementen (vexillationes) van het 5e legioen Alaudae en het 15e legioen Primigenia naar de Betuwe, het thuisland van de Bataven. Deze werden echter door de opstandelingen verslagen in de buurt van Nijmegen en konden zich ternauwernood in Castra Vetera in veiligheid brengen. In september begon Civilis, volgens hem in naam van de latere keizer Vespasianus, met de belegering van Vetera. Flaccus liet de Rijngrens versterken om inmenging door de Germanen te voorkomen en liet versterkingen uit andere provincies aanrukken. Hij stuurde Vocula met het 22e legioen naar Novaesium (Neuss) en trok zelf met het 1e legioen naar Bonna. De Romeinse legers zouden van daaruit optrekken tegen de Bataven. In Bonna kwamen de soldaten in opstand tegen de ziekelijke Flaccus, maar Vocula wist de onrust de kop in te drukken door een van de muiters te laten executeren. Flaccus gaf het commando over aan Vocula, die verder trok naar Gelduba (Krefeld). Hier wachtten de Romeinse legers de gebeurtenissen in Italië af. 
Begin november kwam het nieuws dat Vitellius was verslagen door Vespasianus, die nu de nieuwe keizer van het Romeinse Rijk was. Dit kwam slecht aan bij de Romeinse soldaten, omdat Vitellius hun bevelhebber was en vele soldaten uit de Rijnlegers met Vitellius naar Italië waren getrokken. En nu moesten ze Vespasianus trouw zweren. Flaccus was ondertussen gedwongen te wachten wat Civilis zou gaan doen: wanneer deze werkelijk Vespasianus steunde zou hij het beleg van Castra Vetera opgeven en de Bataafse Opstand beëindigen. Civilis wist dat hij zich niet meer achter de brief van Vespasianus kon verschuilen en besloot de Romeinen bij Gelduba aan te vallen voordat deze Vetera konden bereiken. De Bataven leken aan de winnende hand te zijn, maar door Flaccus gestuurde Baskische hulptroepen arriveerden net op tijd om het Romeinse leger bij te staan. Civilis verloor bij Gelduba zijn beste mannen en had eindelijk zijn ware bedoelingen getoond. Vocula rukte op naar het noorden en brak de belegering van Vetera.
Maar toen werd Mogontiacum door de Usipeti en Chatten aangevallen, waardoor Vocula gedwongen was naar het zuiden terug te keren om de rust te herstellen. In Novaesium liet Flaccus aan de soldaten het geld ter ere van de troonsbestijging van Vespasianus uitdelen, het zogenaamde donativum. Op 17 december begonnen de Saturnaliën: een feest ter ere van de god Saturnus. Die nacht kwamen bij de soldaten de oude gevoelens van onvrede over hun bevelhebber weer boven. Flaccus werd door zijn manschappen vermoord en Vocula kon ternauwernood ontsnappen. Het was zeker geen algemene opstand, want Vocula kon korte tijd later terugkeren en de orde herstellen. In januari 70 ontzette hij het belegerde Mogontiacum. Vocula wist dat hij met zijn onbetrouwbare legioenen geen kans maakte in een rechtstreeks confrontatie. Hij trok naar Colonia Claudia Ara Agrippinensium (Keulen) en gaf de Bataafse edelman Claudius Labeo een kleine strijdmacht van infanterie en cavalerie, waarmee deze een guerrilla-oorlog tegen de Bataven en hun bondgenoten begon. Hierdoor werd Civilis gedwongen zijn strijdmacht op te delen.
Ondertussen breidde de opstand zich uit: de Treveri en Lingones sloten zich bij de opstandelingen aan. Julius Classicus en Julius Tutor, aanvoerders van de Treveri-hulptroepen (auxilia) van het Romeinse leger, liepen met hun troepen over naar de opstandelingen. Grote delen van Vocula's leger liepen hierna over naar de rebellen. Julius Classicus liet Aemilius Longinus, een deserteur uit het 1e legioen, Vocula vermoorden. Na zijn dood gaven de restanten van zijn leger zich over: Xanten viel in maart en ook Mainz en Keulen werden ingenomen. Pas na de komst van de legioenen van Quintus Petillius Cerialis kon de opstand bedwongen worden.

## Referentie
- J. Lendering, art. Gaius Dillius Vocula, Livius.org (2002-2008).